# 遠藤章造 VS.GOLF
『遠藤章造 VS.GOLF』（えんどうしょうぞう・バーサス・ゴルフ）はサンテレビジョンで2021年1月より火曜日23:30-24:00放送されているほか、スカイ・Aでも随時放送されているゴルフの番組である。

## 概要
基番組である『遠藤章造のイケ男とイケ女のイケてるGOLF!』をリニューアルしたものである。お笑いコンビ・ココリコのメンバーの一人である遠藤が、視聴者のトップアマチュア（出場条件として、「ハンディキャップ10以下、または当番組、プロダクションのJack Bunny!!が主催したコンペで、グロス82以下の成績を収めた者」がある）と、女子プロゴルファーを交えて1か月（4-5回）単位で真剣勝負を繰り広げ、年度末に行われるグランドチャンピオン大会出場を目指すさまを描いていくドキュメンタリータッチのゴルフ番組。
またECCの協賛を得ており、番組に出演したプロから、主にECC学園高等学校ゴルフ部に所属する生徒らに対してレッスンを行う「ECCチャレンジ」のコーナーもある。